# Amber Midthunder
Amber Midthunder (Santa Fe, Nuevo México; 26 de abril de 1997) es una actriz y cineasta estadounidense, reconocida por su papel en la serie de televisión de FX Legión y por sus actuaciones en las series Longmire y Banshee. Además, es la protagonista de la película Prey, de 2022, la quinta en la saga de Depredador, e interpreta a Yue, la princesa de la Tribu Agua del Norte, en la adaptación de Avatar: The Last Airbender de Netflix.

## Biografía
El padre de Amber, David Midthunder, es un actor, y su madre es una directora de casting. Amber es miembro de la reserva Sioux Fort Peck.

## Filmografía
| Año           | Título                             | Rol                         | Notas                                                          |
| ------------- | ---------------------------------- | --------------------------- | -------------------------------------------------------------- |
| 2001          | The Homecoming of Jimmy Whitecloud | Niña pequeña                |                                                                |
| 2008          | Sunshine Cleaning                  | Niña de la tienda de dulces | Película                                                       |
| 2008          | Swing Vote                         | Estudiante                  | Película                                                       |
| 2009          | Not Forgotten                      | Amaya                       | Película                                                       |
| 2014          | Drunktown's Finest                 | Modelo                      | Película                                                       |
| 2014          | Banshee                            | Lana Cleary                 | Episodios: "Bloodlines", "The Warrior Class"                   |
| 2012, 2014    | Longmire                           | Lilly Stillwater            | Episodios: "Piloto", "Miss Cheyenne"                           |
| 2015          | Spare Parts                        | Nikki                       | Película                                                       |
| 2015          | Dig                                | Starlet                     | Episodio: "Emma Wilson's Father"                               |
| 2015          | Bare                               | Malya                       | Película                                                       |
| 2016          | The Originals                      | Kayla                       | Episodio: "Alone with Everybody"                               |
| 2016          | Hell or High Water                 | Vernon Teller               | Película                                                       |
| 2016          | Priceless                          | Maria                       | Película                                                       |
| 2017-2019     | Legión                             | Kerry Loudermilk            | Personaje regular                                              |
| 2019–presente | Roswell, New Mexico                | Rosa Ortecho                | Elenco recurrente (temporada 1) Elenco principal (temporada 2) |
| 2021          | The Ice Road                       | Tantoo                      | Película                                                       |
| 2022          | Prey                               | Naru                        | Película                                                       |
| 2023          | Dream Scenario                     | Haley                       | Película                                                       |
| 2024          | Avatar: The Last Airbender         | Yue                         | Serie de Netflix                                               |
| 2025          | Novocaine                          | Sherry                      | Película                                                       |
| 2025          | Opus                               | Belle                       | Película                                                       |